# Christina Wahldén

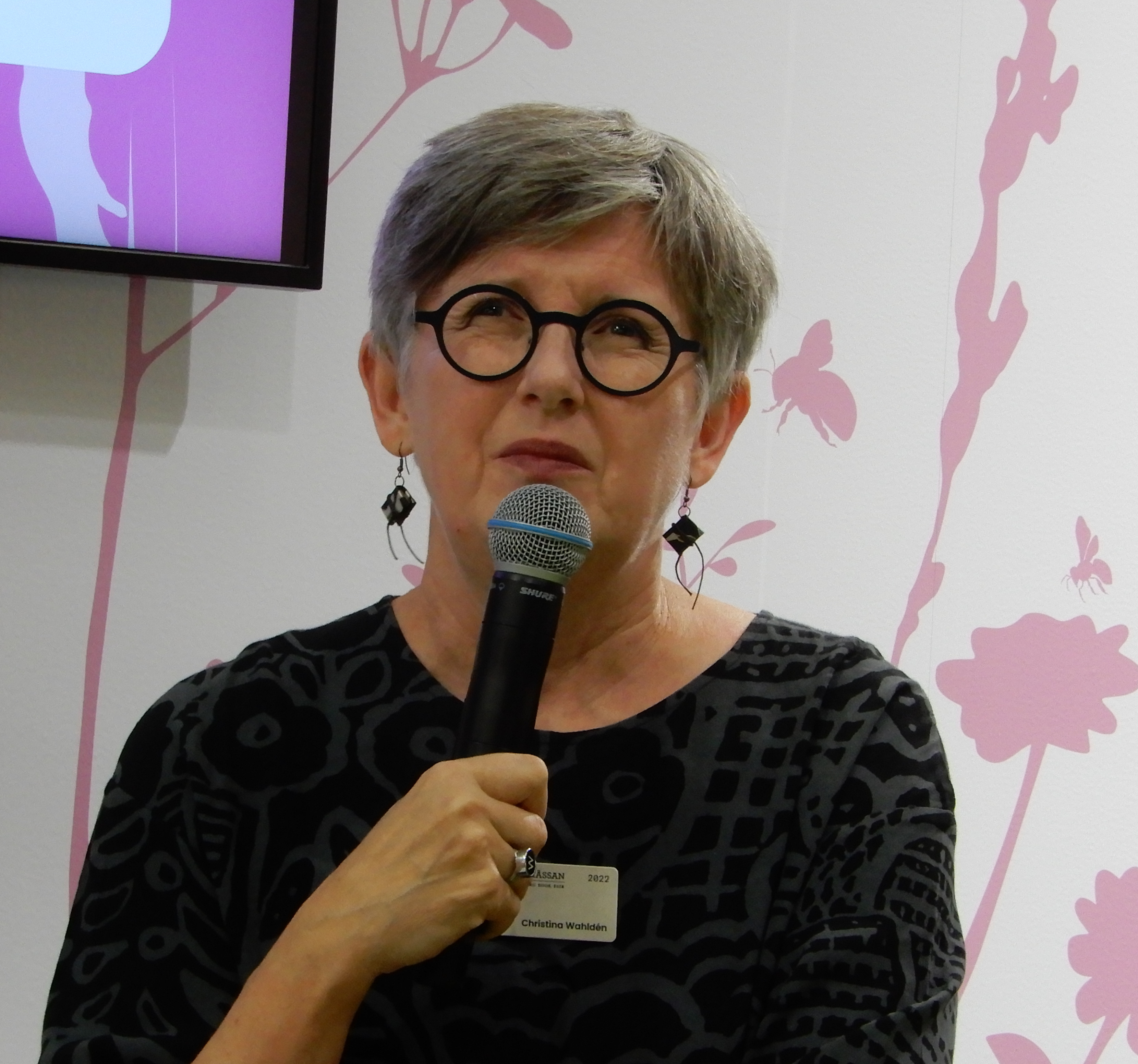
Christina Wahldén på bokmässan i Göteborg 2022

Eva Marie Christina Wahldén, född Nord den 12 oktober 1965 i Järfälla församling, Stockholms län, är en svensk författare och journalist. Hon är framför allt känd för sina böcker för barn och unga samt för sina kriminalromaner.

## Biografi
Christina Wahldén har studerat vid Stockholms universitet och är fil. kand. i teatervetenskap och konstvetenskap. Hon är även utexaminerad från Journalisthögskolan vid Göteborgs universitet. Dessutom har hon studerat dramaturgi ett år vid University of New South Wales i Sydney i Australien.
Hon var anställd på Svenska Dagbladet mellan 1987 och 2012, varav 12 år som kriminalreporter mellan 1997 och 2009. Där bevakade hon företrädesvis fall som gällde våld mot kvinnor och flickor, som våldtäkt, hedersrelaterat våld, könsstympning och tvångsäktenskap.
På uppdrag av Svenska Röda Korset skrev Wahldén 2009 en faktabok om sexuellt våld mot kvinnor i väpnade konflikter. Hon har skrivit för såväl barn och unga som för vuxna samt ett stort antal böcker på lättläst svenska.
Hennes böcker är utgivna på arabiska, danska, estniska, finska, nederländska, serbiska, spanska, tigrinska och tyska.
Wahldéns debutbok Kort kjol blev hösten 2015 mycket uppmärksammad efter att Hammarö kommun beslutat att ta bort den som läsning i helklass i skolan. Kommunen hade då utsatts för hårda påtryckningar från föräldrar som även hotat att anmäla boken till Skolinspektionen, bland annat med hänvisning till att boken har "ett språk som inte lämpar sig för barn". Boken finns upptagen på Svenska PEN:s förteckning över förbjudna böcker. Under kampanjen Banned Books Week 2024 lyftes Kort kjol som ett exempel på förbjudna böcker i Sverige.
Wahldén är bosatt i Uppsala. Hon är ledamot av Svenska Deckarakademin, styrelseledamot i IBBY Sverige och medlem i Svenska PEN. Hon är gift och har tre barn.

### Kriminalromaner
- Till salu. Stockholm: Prisma bokförlag. 2004. ISBN 91-518-4315-3
- Gå på vatten. Stockholm: Prisma bokförlag. 2005. ISBN 91-518-4539-3
- Operation ormens huvud. Stockholm: Wahlström & Widstrand. 2007. Libris 10387186. ISBN 978-91-46-21588-2
- Nämn inte de döda. Stockholm: Forum. 2020. Libris 2cm06pv40llccgbf. ISBN 978-91-37-15532-6
- Cyklonvarning. Stockholm: Forum. 2021. Libris gtgjttb1dn2zn137. ISBN 978-91-37-15550-0
- Enbart kvinnor. Stockholm: Forum. 2022. Libris jx0k1gvpg3qhqb8h. ISBN 978-91-37-15983-6
- Sedlighetsbyrån. Stockholm: HarperCollins Nordic. 2023. Libris hz0d689bfmb0j258. ISBN 978-91-50-97547-5
- Förbjuden ingång. Stockholm: HarperCollins Nordic. 2024. Libris 6q4rtc7841jn8hcc. ISBN 978-91-50-97812-4
- Krigets gentlemän. Stockholm: HarperCollins Nordic. 2025. Libris cxbmqsgr9p89bk81. ISBN 978-91-50-98101-8

### Vuxenromaner
- Den som jag trodde skulle göra mig lycklig. Stockholm: Norstedts. 2013. Libris 14751539. ISBN 9789113051802
- Drottningen av Tiveden och Henrik Engelskman. Stockholm: Norstedts. 2016. Libris 19404539. ISBN 9789113072616

### Ungdomsromaner
- Kort kjol. Stockholm: Tidens förlag. 1998. ISBN 91-88879-54-2
- Cell grön. Stockholm: Tidens förlag. 2001. ISBN 91-88879-12-7
- Heder. Stockholm: Tidens förlag. 2002. ISBN 91-88879-35-6
- Eskort. Stockholm: Tidens förlag. 2003. ISBN 91-88879-46-1
- Ingen behöver veta. Stockholm: Tidens förlag. 2004. ISBN 91-88879-79-8
- För bra för att dö. Stockholm: Tiden. 2007. Libris 10477000. ISBN 978-91-85243-99-0
- Det dina ögon ser. Stockholm: Tiden. 2008. Libris 10732999. ISBN 978-91-7371-026-8
- Fallen flicka. Stockholm: Rabén & Sjögren. 2009. Libris 11377507. ISBN 978-91-29-67186-5
- I gryningen tror jag att mamma ska väcka mig. Stockholm: Rabén & Sjögren. 2010. Libris 11814593. ISBN 978-91-29-67370-8
- Min systers dotter har många pappor. Stockholm: Rabén & Sjögren. 2011. Libris 12135125. ISBN 978-91-29-67657-0
- Ingen du känner. Stockholm: Rabén & Sjögren. 2012. Libris 12507262. ISBN 978-91-29-68124-6
- En varm vinter. Stockholm: Rabén & Sjögren. 2013. Libris 14202313. ISBN 978-91-29-68930-3
- Villig. Stockholm: Rabén & Sjögren. 2014. Libris 16489191. ISBN 978-91-29-69175-7
- Fripassageraren. Stockholm: Rabén & Sjögren. 2015. Libris 17861477. ISBN 978-91-29-69533-5
- Guldgrävaren. Stockholm: Rabén & Sjögren. 2016. Libris 19413524. ISBN 978-91-29-69811-4

### Barnböcker
- Klaras hemlighet. Stockholm: Tidens förlag. 2004. Libris 9356723. ISBN 91-88879-67-4
- Glasögonklubben. Stockholm: Tidens förlag. 2006. Libris 10136420. ISBN 91-85243-55-8
- Snöspöket. Stockholm: Tiden. 2007. Libris 10415523. ISBN 978-91-85243-95-2
- Midsommartavlan. Stockholm: Tiden. 2008. Libris 10660631. ISBN 978-91-7371-019-0
- Sorkspolingen. Stockholm: Rabén & Sjögren. 2012. Libris 12756520. ISBN 978-91-29-68379-0
- Fågelöns hemlighet. Stockholm: Rabén & Sjögren. 2015. Libris 17450291. ISBN 978-91-29-69532-8
- Du är modigast. Stockholm: Rabén & Sjögren. 2016. Libris 19413554. ISBN 978-91-29-70003-9
- Tulpanpojken. Stockholm: Rabén & Sjögren. 2017. Libris 20719330. ISBN 978-91-29-70329-0
- Falafelflickorna. Stockholm: Rabén & Sjögren. 2018. Libris 21720672. ISBN 978-91-29-70847-9
- Spionen i äppelträdet. Stockholm: Rabén & Sjögren. 2018. Libris 22534675. ISBN 978-91-29-71152-3
- Tack för allt. Stockholm: Rabén & Sjögren. 2019. Libris gqs7bgrxd5lxl91t. ISBN 978-91-29-71585-9
- Expedition rädda revet. Stockholm: Rabén & Sjögren. 2019. Libris jtjmshm0gmjdj228. ISBN 978-91-29-72026-6
- I god tro. Stockholm: Rabén & Sjögren. 2020. Libris n03sltz2lww8mw3z. ISBN 978-91-29-72447-9
- Mitt käraste gyllene barn. Stockholm: Rabén & Sjögren. 2021. Libris s504mth3q4phxgcg. ISBN 978-91-29-72936-8
- Nytt liv. Stockholm: Natur & Kultur. 2022. Libris dtrgj40pbrp3rxvn. ISBN 978-91-27-17329-3
- Över havet. Stockholm: Natur & Kultur. 2025. Libris 9v81wl5z74wlx6x6. ISBN 978-91-27-17332-3

### Faktaböcker
- "Du kan glömma bort ditt eget barn": kvinna i krig. Stockholm: Carlsson. 2009. Libris 11367423. ISBN 978-91-7331-241-7

### På lättläst svenska
- Är det någon där? (1. uppl.). Helsingborg: Nypon förlag. 2010. Libris 12046226. ISBN 978-91-86447-30-4
- Gå ensam hem (1. uppl.). Helsingborg: Nypon förlag. 2011. Libris 12241148. ISBN 978-91-86447-70-0
- Om ni bara visste (1. uppl.). Helsingborg: Nypon förlag. 2011. Libris 12241145. ISBN 978-91-86447-66-3
- Värsta fyllan (1. uppl.). Helsingborg: Nypon förlag. 2012. Libris 12458099. ISBN 978-91-87061-11-0
- Ny här (1. uppl.). Helsingborg: Nypon förlag. 2012. Libris 13432562. ISBN 978-91-87221-14-9
- Jag vill inte! (1. uppl.). Helsingborg: Nypon förlag. 2013. Libris 13753690. ISBN 978-91-87221-51-4
- Nu är pappa hemma (1. uppl.). Helsingborg: Nypon förlag. 2013. Libris 13753684. ISBN 978-91-87221-44-6
- Bokhataren (1. uppl.). Helsingborg: Nypon förlag. 2013. Libris 14456091. ISBN 978-91-75670-09-6
- Brott på nätet (1. uppl.). Helsingborg: Nypon förlag. 2013. Libris 14456082. ISBN 978-91-75670-16-4
- Det här är privat! (1. uppl.). Helsingborg: Nypon förlag. 2014. Libris 14928150. ISBN 978-91-75671-08-6
- Hundra hugg (1. uppl.). Helsingborg: Nypon förlag. 2014. Libris 14928160. ISBN 978-91-75671-14-7
- Med livet som insats (1. uppl.). Stockholm: Vilja förlag. 2014. Libris 16094328. ISBN 978-91-75671-76-5
- Valet är ditt (1. uppl.). Stockholm: Vilja förlag. 2014. Libris 16094324. ISBN 978-91-75671-79-6
- Jag kan bli rektor (1. uppl.). Helsingborg: Vilja förlag. 2014. Libris 16752843. ISBN 978-91-87831-13-3
- Barnmorskan som räddar liv (1. uppl.). Helsingborg: Vilja förlag. 2014. Libris 16752796. ISBN 978-91-87831-11-9
- Hamed och statsministern (1. uppl.). Helsingborg: Vilja förlag. 2015. Libris 17380634. ISBN 978-91-87831-30-0
- På flykt (1. uppl.). Helsingborg: Vilja förlag. 2015. Libris 18224598. ISBN 978-91-88037-04-6
- Hej, snälla! (1. uppl.). Helsingborg: Vilja förlag. 2015. Libris 18224699. ISBN 978-91-88037-05-3
- Hamed och EU (1. uppl.). Helsingborg: Vilja förlag. 2016. Libris 18992228. ISBN 978-91-88037-97-8
- Välkommen in i min trädgård (1. uppl.). Helsingborg: Vilja förlag. 2016. Libris 19063297. ISBN 978-91-88037-89-3
- Vardag - I tvättstugan (1. uppl.). Helsingborg: Vilja förlag. 2016. Libris 18745023. ISBN 978-91-88037-96-1
- Vardag - I mataffären (1. uppl.). Helsingborg: Vilja förlag. 2016. Libris 18745019. ISBN 978-91-88037-95-4
- Vardag - Ring polisen! (1. uppl.). Helsingborg: Vilja förlag. 2016. Libris 18992163. ISBN 978-91-88037-94-7
- Vardag - På Björkgården (1. uppl.). Helsingborg: Vilja förlag. 2016. Libris 18991944. ISBN 978-91-88037-93-0
- Hamed blir kär (1. uppl.). Helsingborg: Vilja förlag. 2016. Libris 19499232. ISBN 978-91-88293-07-7
- Mina systrar badade aldrig (1. uppl.). Helsingborg: Vilja förlag. 2016. Libris 19499072. ISBN 978-91-88293-16-9
- Vardag - Förskolan Myran (1. uppl.). Helsingborg: Vilja förlag. 2016. Libris 19469521. ISBN 978-91-88291-98-1
- Vardag - Melodifestivalen (1. uppl.). Helsingborg: Vilja förlag. 2016. Libris 19469557. ISBN 978-91-88291-99-8
- Lever du? Medförfattare: Annelie Drewsen (1. uppl.). Helsingborg: Vilja förlag. 2017. Libris 19873451. ISBN 978-91-77231-67-7
- Vardag - På kolonilotten (1. uppl.). Helsingborg: Vilja förlag. 2017. Libris 19924381. ISBN 978-91-77231-51-6
- Vardag - Vårt fredagsmys (1. uppl.). Helsingborg: Vilja förlag. 2017. Libris 19924542. ISBN 978-91-77231-52-3
- Sara springer inte (1. uppl.). Helsingborg: Vilja förlag. 2017. Libris 20857925. ISBN 978-91-7723-319-0
- Vardag - Föräldraledig (1. uppl.). Helsingborg: Vilja förlag. 2017. Libris 20870691. ISBN 978-91-7723-315-2
- Hamed på Nobelfesten (1. uppl.). Helsingborg: Vilja förlag. 2017. Libris 20877666. ISBN 978-91-7723-320-6
- Sluta slå! (1. uppl.). Helsingborg: Vilja förlag. 2017. Libris 20877705. ISBN 978-91-7723-330-5
- Fadime Sahindal - Ett liv (1. uppl.). Helsingborg: Vilja förlag. 2018. Libris 22105237. ISBN 978-91-7723-445-6
- Bomber över Stockholm (1. uppl.). Helsingborg: Easy Peasy Publishing. 2025. Libris sc2qv7hzqdw01sfl. ISBN 978-91-89955-05-9
- Flykten över Sundet (1. uppl.). Helsingborg: Easy Peasy Publishing. 2025. Libris 7sh59nxq5h7w79wk. ISBN 978-91-89955-06-6
- En väska från Gucci (1. uppl.). Helsingborg: Easy Peasy Publishing. 2025. Libris 4q41tf2m2pbwh819. ISBN 978-91-89955-26-4

## Priser och utmärkelser
- År 2010: Stiftelsen Teskedsordens litteraturpris för boken I gryningen tror jag att mamma ska väcka mig[7]
- År 2011: Landstinget i Uppsala läns litteraturstipendium för ett skönlitterärt projekt om Linnélärjungen Daniel Solander och Linnés dotter Lisa Stina. Projektet utmynnade i boken Den som jag trodde skulle göra mig lycklig.[8]
- År 2011: Uppsala kommuns kulturstipendium med motiveringen: "för hennes förmåga att på ett inkännande vis gestalta barns och ungas uppväxtvillkor och för att hon ger röst åt människor från olika delar av världen som utsätts för orättvisor och förtryck".
- År 2013: Fadimes minnesfonds Fadimepris med motiveringen: "Christina Wahldén har sedan 1990-talet journalistiskt och i romanform belyst förtrycket av flickor och unga kvinnor i hederns namn. Därigenom har hon bidragit till att frågan om hedersrelaterat våld ses som det allvarliga samhällsproblem det är, och inte som ett svårhanterligt problem i vissa marginaliserade grupper. Christina Wahldén skildrar i sina romaner insiktsfullt människor som utsätts för hedersrelaterat förtryck. Det är av särskilt värde att romanerna vänder sig till ungdomar eftersom de då har en beredskap om de stöter på dessa problem själva, genom sina kompisar eller i den yttre bekantskapskretsen."
- År 2017: Sveriges författarfond, tioårigt långtidsstipendium.
- År 2018: Boken Falafelflickorna tilldelas Spårhunden av Svenska Deckarakademin för årets bästa barn- och ungdomsdeckare 2018.
- År 2018: Boken Falafelflickorna nominerad till Årets barndeckare i Crimetime Award[9]
- År 2018: Boken Tulpanpojken nominerad till Nils Holgersson-plaketten för föregående års bästa barn- eller ungdomsbok.
- År 2018: Boken Tulpanpojken tilldelas Barnens Romanpris i Karlstad.[10]
- År 2019: Läsfrämjarpriset 2019 av föreningen En bok för allas vänner.
- År 2020: Boken Nämn inte de döda nominerad till Bästa svenska kriminalroman av Svenska Deckarakademin.